# Mur pod Basztą

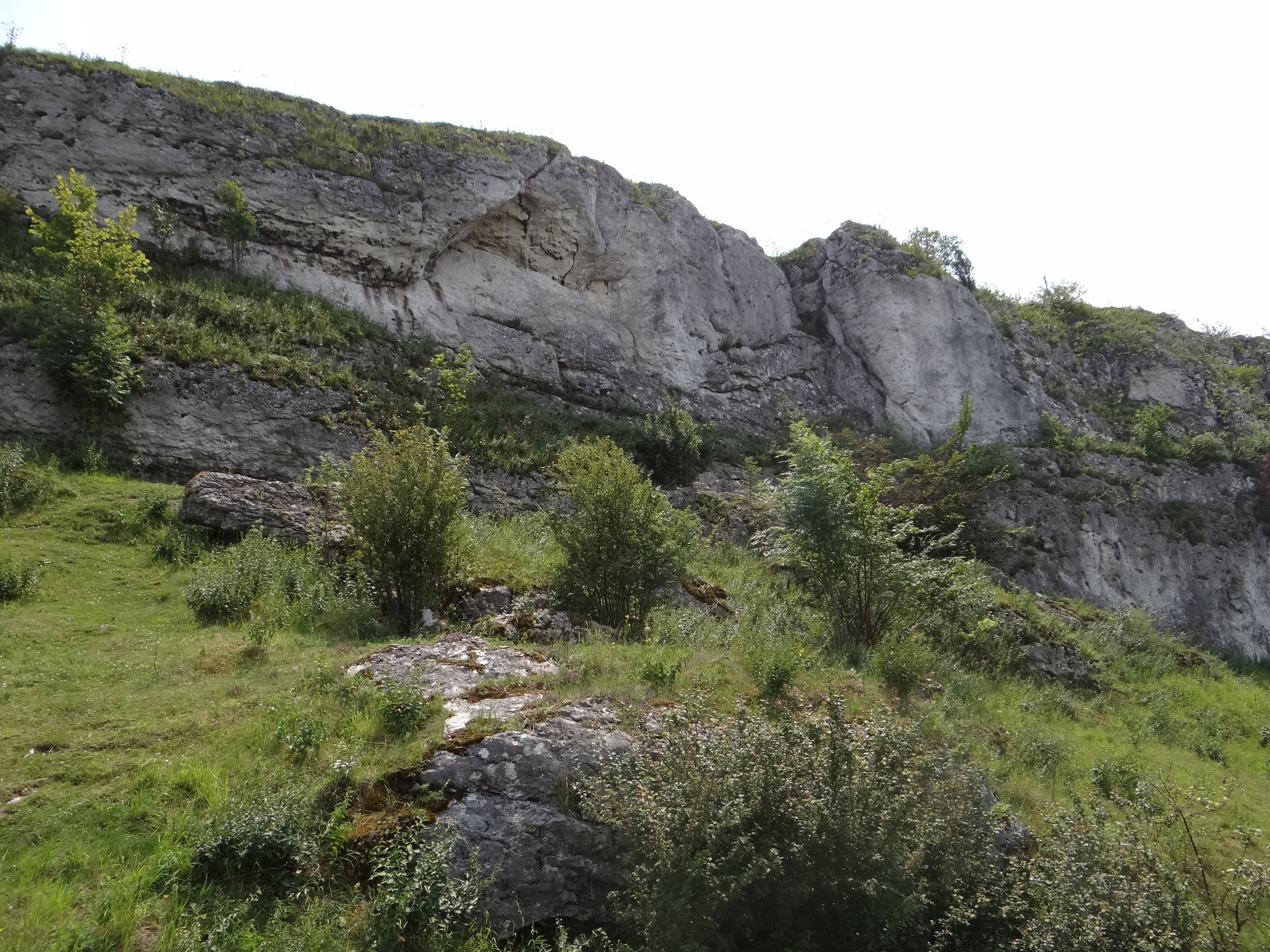

Mur pod Basztą – skała w ruinach Zamku w Olsztynie w miejscowości Olsztyn w województwie śląskim, w powiecie częstochowskim, w gminie Olsztyn. Na mapie Geoportalu opisana jako Długi Mur. Pod względem geograficznym jest to teren Wyżyny Częstochowskiej.
Mur pod Basztą przez wspinaczy skalnych zaliczany jest do grupy Skał przy Zamku. Jest to długi mur skalny na południowej stronie ruin zamku. Zbudowany jest ze skał wapiennych o wysokości od 5 do 18 m. Ma ściany połogie lub pionowe. Mur cieszy się wśród wspinaczy niewielką popularnością. U podstawy muru znajduje się jeszcze jedna skałka o pionowej ścianie, na której również jest jedna droga wspinaczkowa (nr 6). 

## Drogi wspinaczkowe
Wspinacze skalni zaliczają Mur pod Basztą do sektora Skał przy Zamku. Jest na nim 11 dróg wspinaczkowych o trudności od III do VI.3 w skali krakowskiej. Część z nich ma zamontowane stałe punkty asekuracyjne: ringi (r) i stanowiska zjazdowe (st).

1. Trójkątny okap; VI.2+, 4r + st
2. Depresyjka; VI.2+, 3r + st
3. Kwachówka; VI+, 4r + st
4. Przez płytkę; V, 3r + st
5. Filar Wandy Rutkiewicz; VI.1, 4r + st
6. Dzika rzecz; VI.3, 3r +st
7. Droga słonia; III
8. Przeciw staruszkom; V+
9. Dziurawa ścianka; V
10. Tylko dla staruszków; VI.3
11. Sołtysówka; V[1].